# Imabetsu
Imabetsu (jap. 今別町 Imabetsu-machi) – miasto w Japonii, na wyspie Honsiu, w prefekturze Aomori. Według danych na rok 2020 miejscowość zamieszkiwało 2 334 mieszkańców , a gęstość zaludnienia wyniosła 18,6 os./km².